# Naturaleza de la provincia de León

## Flora

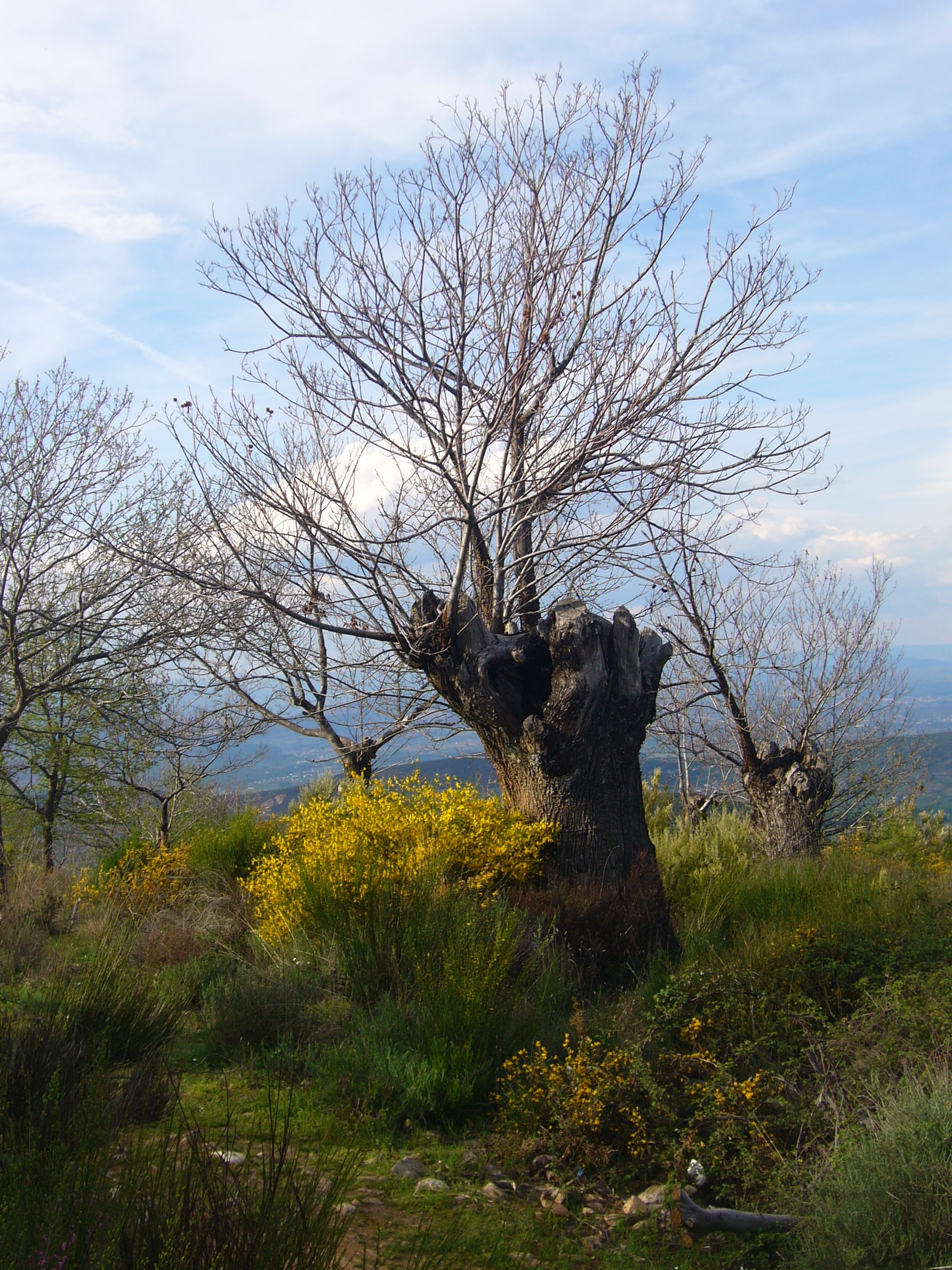
Castaño en las inmediaciones de Las Médulas

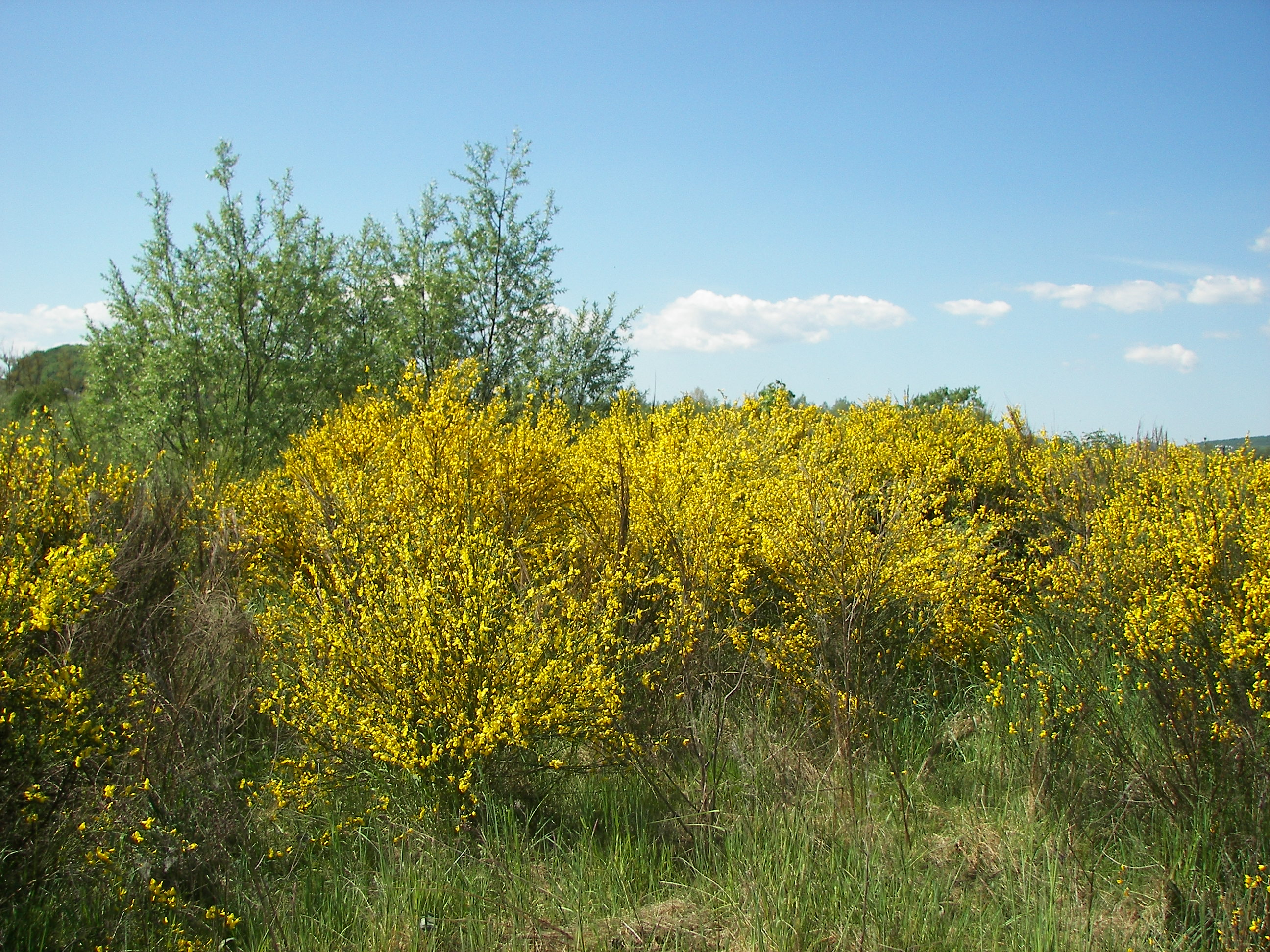
En aquellas zonas donde no están presentes los árboles, crecen, entre otros arbustos, las escobas

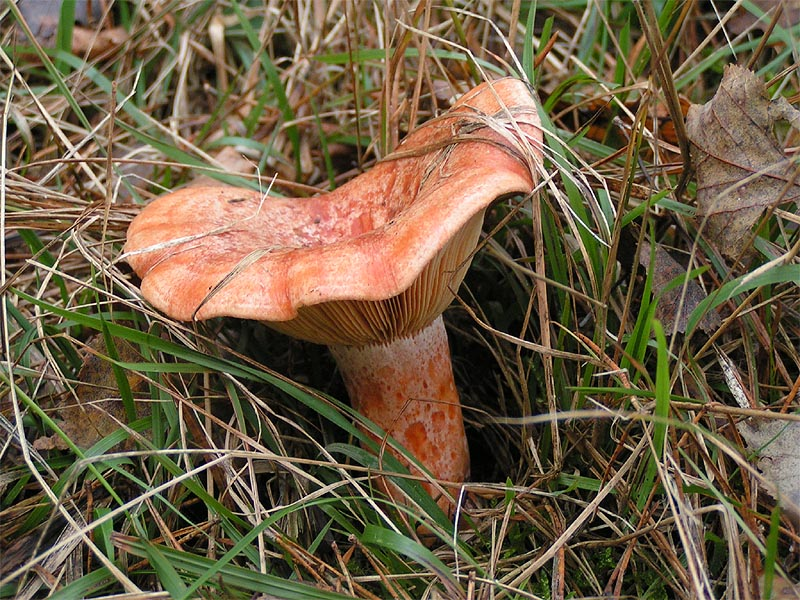
El níscalo es común encontrarlo en los pinares de la provincia

La flora de la provincia es muy variada y, con unas 3000 especies distintas, representa el 20 % de la existente en la península ibérica. Así mismo, la diversidad climatológica y edafológica de su territorio hace que un buen número de plantas alcancen en ella su extremo de distribución y que en determinadas comarcas se encuentran especies que no existen en otras, como el caso de los madroños en el Bierzo, los abedules en Ancares y las sabinas albares en Babia y Los Argüellos.
Las formaciones vegetales presentes muestran una diferenciación entre la llanura y la montaña, aunque en ambos dominios predominan las especies mediterráneas y de transición a la vegetación atlántica. Durante siglos, las roturaciones y la explotación agraria transformaron la fisonomía vegetal del territorio, siendo los montes y bosques reducidos a los sectores menos favorables para el cultivo y a las zonas montañosas. Tras la última glaciación, se implantó un clima más árido propiciando el desarrollo de vegetación xerófila y así, el hayedo, que posiblemente cubrió buena parte de la cuenca del Duero durante la glaciación, retrocedió a las montañas cantábricas.
Allí donde se retiró el hayedo, la encina colonizó tanto espacios posteriormente dedicados a tierras de cultivo como marginales, estando presente solamente en rodales dispersos, muchas veces en forma de monte bajo, ya que la mayor parte desapareció al sustituirse por tierras de cultivo. En general son montes de pies raquíticos, utilizados tradicionalmente para carboneo y leña y explotación de los pastos. En la provincia, el más extenso es el encinar de Becares. Junto a la encina, y mejores adaptados al clima riguroso, se desarrollan el quejigo y la sabina albar. En las zonas más húmedas, por encima de los 500 metros de altitud, con bajas temperaturas y en suelos sobre todo silíceos, crece el rebollo, ocupando grandes superficies (siendo la provincia de León la que mayor extensión presenta en España) como monte degradado en los páramos de rañas y en los depósitos cuaternarios al oeste de Astorga.
En cuanto a la zona montañosa, el conjunto está representado por especies propias del dominio mediterráneo continental, aunque existen espacios de transición hacia modelos pseudoatlánticos. Hasta los 1400 metros de altitud se desarrollan los rebollares, que enlazan con repoblaciones de pino silvestre —o en estado natural como el pinar de Lillo, entre Puebla de Lillo y el puerto de Las Señales—, y en la base con los robledales de carballo y albar, con los bosques de castaños en El Bierzo, o los hayedos, entre los cuales destaca el Faedo de Ciñera. En los sectores más fríos y secos se desarrollan los sabinares, como los de Crémenes, Mirantes de Luna, Miñera de Luna y Mallo de Luna.
Otras especies, también muy comunes, son tejo, abedul, acebo, mostajo, serbal, avellano, negrillo u olmo, chopo, fresno, sauce, aliso y tilo.
El sotobosque está cubierto por formaciones constituidas por helechos —muy dispersos por la provincia, con más de cuarenta especies, entre las que destaca la cola de caballo, solo presente en León—, brezos, tojos, endrinos, boneteros, saúcos, brecinas o jaras, entre otras especies. Allí donde los árboles no pueden crecer por efecto del frío y de los vientos, entre 1600 y 2300 metros, se desarrollan piornos, enebros, aulagas, escobas, gayubas, retamas. Entre los líquenes y musgos se encuentran barba de capuchino, liquen de embudo, pulmonaria o musgo de Islandia.
En cuanto a las plantas con flor, el mayor número de ellas son herbáceas, entre las que se encuentran rarezas como la Petrocoptis glaucifolia —conocida únicamente en la provincia— y otras cuyo nombre científico hace referencia a pueblos o comarcas como Saxifraga babiana, Ranunculus cabrerensis o Campanula arbatica. Entre el resto de especies están presentes ejemplos como la árnica, el té de monte y los tomillos y las mentas.

## Fauna

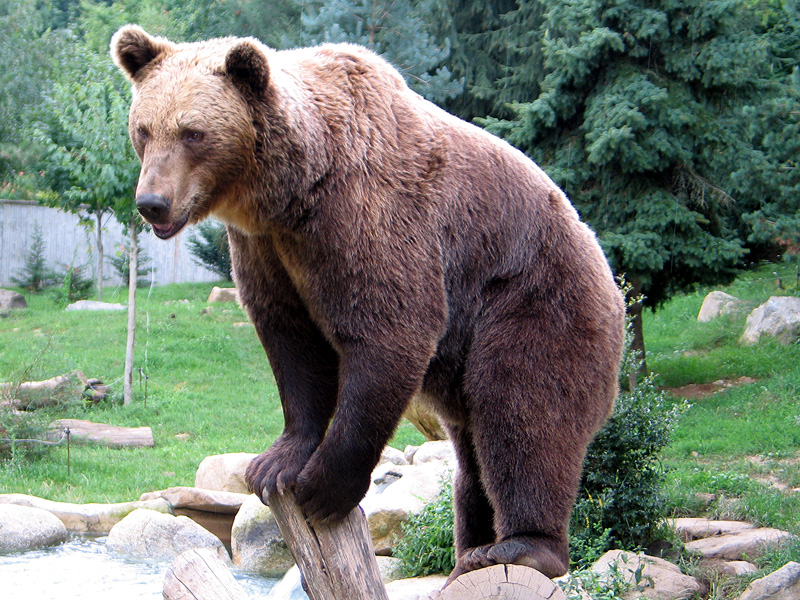
El oso pardo es una de las especies más emblemáticas de León.

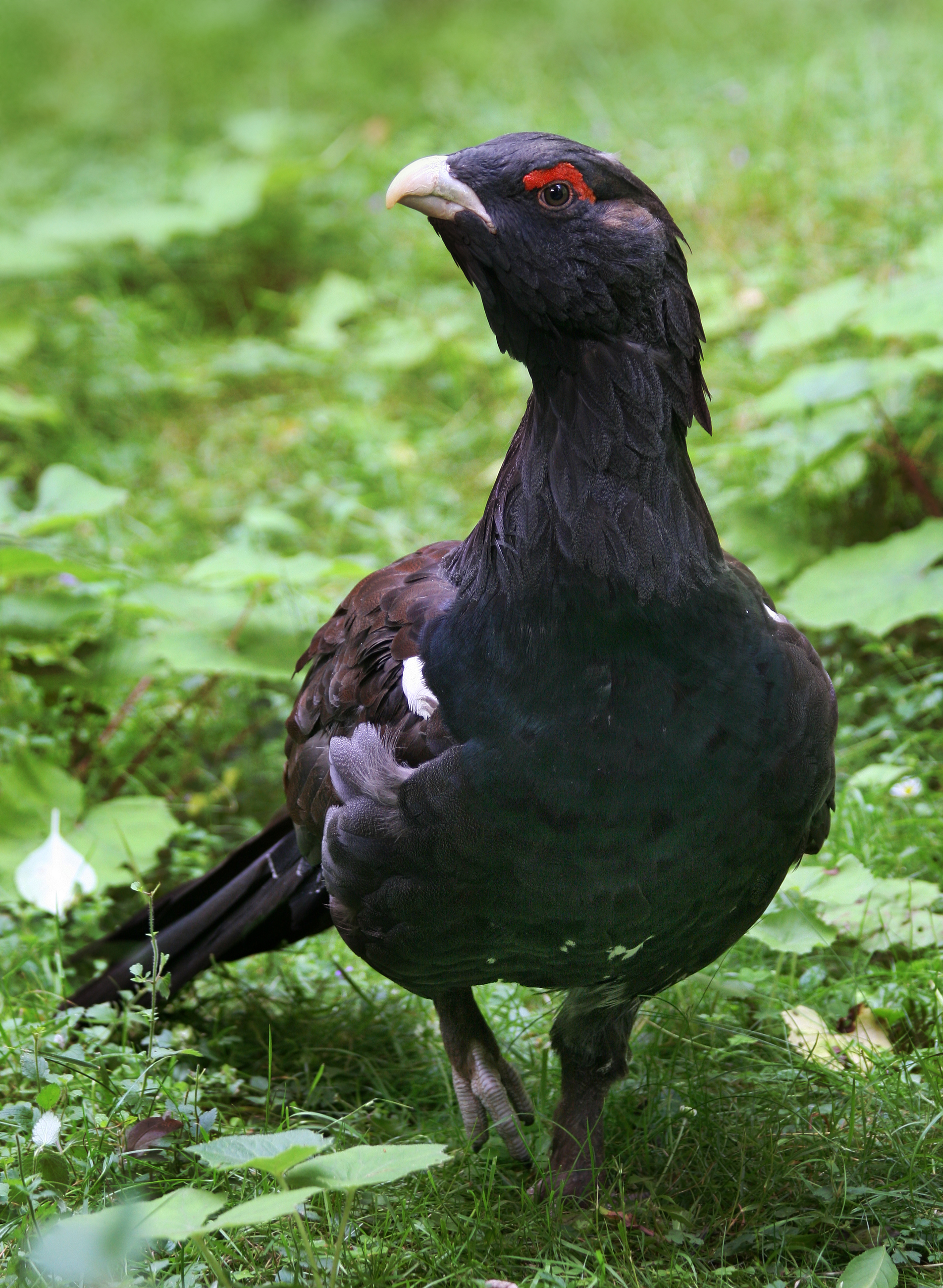
El urogallo está en retroceso, habiendo perdido el 70% de sus individuos en la provincia.

La provincia cuenta con una fauna rica y variada debido a su situación de transición entre el mundo mediterráneo y el eurosiberiano y entre la llanura y la montaña. Así, en cuanto a los íctidos, las aguas leonesas sustentan especies autóctonas como trucha común, tenca, barbo y lamprehuela o alóctonas como el lucio. En relación con los distintos medios acuáticos están presentes anfibios como la rana común, el tritón jaspeado o el gallipato, mamíferos como el desmán o la nutria, y aves como el mirlo acuático, distintas especies de ánades y lavanderas, el martín pescador o las agachadizas.
En las zonas llanas de la provincia, dedicadas desde hace siglos al cultivo, se encuentran aves como la avutarda, el sisón, la perdiz roja o el cernícalo y pequeños mamíferos como la liebre o los topillos y, en zonas arboladas, la comadreja o el armiño. En el entorno de los núcleos de población son comunes las cigüeñas blancas, los estorninos, la golondrina, el vencejo, distintas especies de páridos, las grajas, que en España tan solo se reproducen en la zona centro-sur de la provincia, o rapaces como el milano real o el ratonero. En las zonas que, desde las vegas, dan paso a campiñas o bosques, están presentes mamíferos como el jabalí, el zorro, el corzo o el lobo y aves como los alcaudones o el petirrojo. Por último, en las zonas de montaña, ya sea en pastizales o en bosques, habitan el ciervo, la cabra montés, el rebeco, la perdiz pardilla o la garduña y aves como el azor, el gavilán, la Lagartija leonesa o el águila real.
Sin embargo, las especies más emblemáticas en este ecosistema dentro de la provincia son el oso pardo y el urogallo. Respecto al oso pardo, en su núcleo occidental, en el que habitan unos 140 individuos, se extiende, dentro de la provincia, por Los Ancares, Laciana, Babia y Omaña, y en su núcleo oriental, en el que habitan unos 30 ejemplares, ocupa la Montaña de Riaño. Amenazado de peligro de extinción, en los últimos años su población se ha incrementado gracias al apoyo de las administraciones y el trabajo de organizaciones como la Fundación Oso Pardo con proyectos de conservación y educación medioambiental. En cuanto al urogallo, desde principios de los años ochenta ha venido sufriendo dentro de la provincia un retroceso de su población de hasta el 70% debido a la fragmentación de su hábitat, la baja tasa de reproducción y el alto grado de depredación por lo que se están llevando a cabo programas de conservación mediante mejoras del hábitat o cría en cautividad, entre otros. Además, desde 2005 se viene constatando la existencia de una población de urogallos en los montes de León, los situados más al sur de todas las poblaciones conocidas, cuya adaptación a un ecosistema mediterráneo resulta única en su especie, viviendo en condiciones de sequía estival y con una dieta distinta a la habitual.
Por último, señalar algunas especies de aves que habitaron en la provincia pero que por diversos motivos ya no es posible observarlas, como el quebrantahuesos, cuya población declinó debido al uso excesivo de venenos, la ganga, perjudicada por la intensificación de los cultivos en la Meseta Norte, la perdiz nival o el águila perdicera.

## Edafología

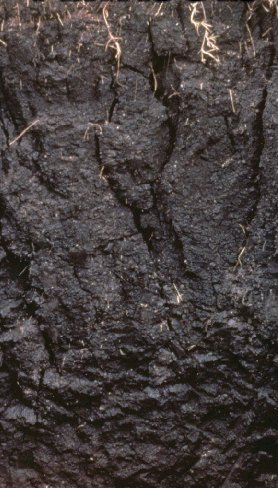
Los vertisoles se pueden encontrar en el sureste de la provincia.

La parte correspondiente de la cuenca del Duero dentro de la provincia presenta distintos tipos de suelos según las unidades morfoestructurales que nos encontramos. Así, en la Cordillera Cantábrica, sobre materiales ígneos, se desarrollan cambisoles districos, y sobre materiales sedimentarios son frecuentes cambisoles cútricos y leptosoles réndsicos. Sobre estos últimos se encuentran gleysoles móllicos, especialmente materiales calcáreos, y en zonas paleozoicas se observan histosoles. Allí donde se degradan los suelos, pasando del estrato arbóreo a los matorrales, aparecen manchas de podzoles y leptosoles úmbricos.
En los montes de León los suelos más representativos son los leptosoles, gleysoles y cambisoles. Dentro de éstos, los más extensos son los cambisoles dístricos, seguidos de húmicos y oleicos. Los depósitos de piedemonte, cuya superficie más característica se encuentra en el norte de la provincia, en los páramos de raña, enlazan el borde montañoso con la cuenca sedimentaria. En estos terrenos se hallan los perfiles más ácidos de la cuenca, debido al clima húmedo, la topografía llana o el humus moda.
Destacan las extensiones de acrisoles húmicos (en zonas forestales), acrisoles háplicos (en zonas cultivadas) y acrisoles oleicos (en zonas llanas). Por problemas de drenaje, son frecuentes los gleysoles úmbricos y los planosoles districos.
Al sureste de la provincia, en conexión con Tierra de Campos, se encuentran las campiñas arcillosas. Son suelos destinados al cultivo, neutros o alcalinos, sin horizontes de humus. Las unidades más extensas son de vertisoles cútricos y calcáneos, luvisoles crómicos, calcáneos, háplicos, vérticos y oleicos, cambisoles vérticos, eútricos y calcáricos y regosoles eútricos y calcáneos. Por último, las terrazas y vegas fluviales, donde la evolución de los suelos aumenta desde las zonas más bajas a las superiores. En las terrazas inferiores aparecen perfiles poco desarrollados, en general cambisoles. En las superiores se encuentran luvisoles y, en menor medida, acrisoles y planosoles. En las vegas de los ríos aparecen fluvisoles y gleysoles. Los primeros están en el cauce de los ríos y son los más fértiles, por lo que son cultivados intensamente.

## Geología
El territorio de la provincia de León no constituye una unidad homogénea sino que se pueden diferenciar tres grandes unidades geológicas. Al norte, coincidiendo con la unidad morfológica de la Cordillera Cantábrica, aflora el zócalo paleozoico, constituido por materiales sedimentarios levantados en los movimientos terciarios y deformados en pliegues. Al oeste de la provincia nos encontramos con la depresión del Bierzo y el conjunto constituyente del Macizo Galaico-Leonés, procedente de la deformación del zócalo de la era primaria y rejuvenecido en la era terciaria.

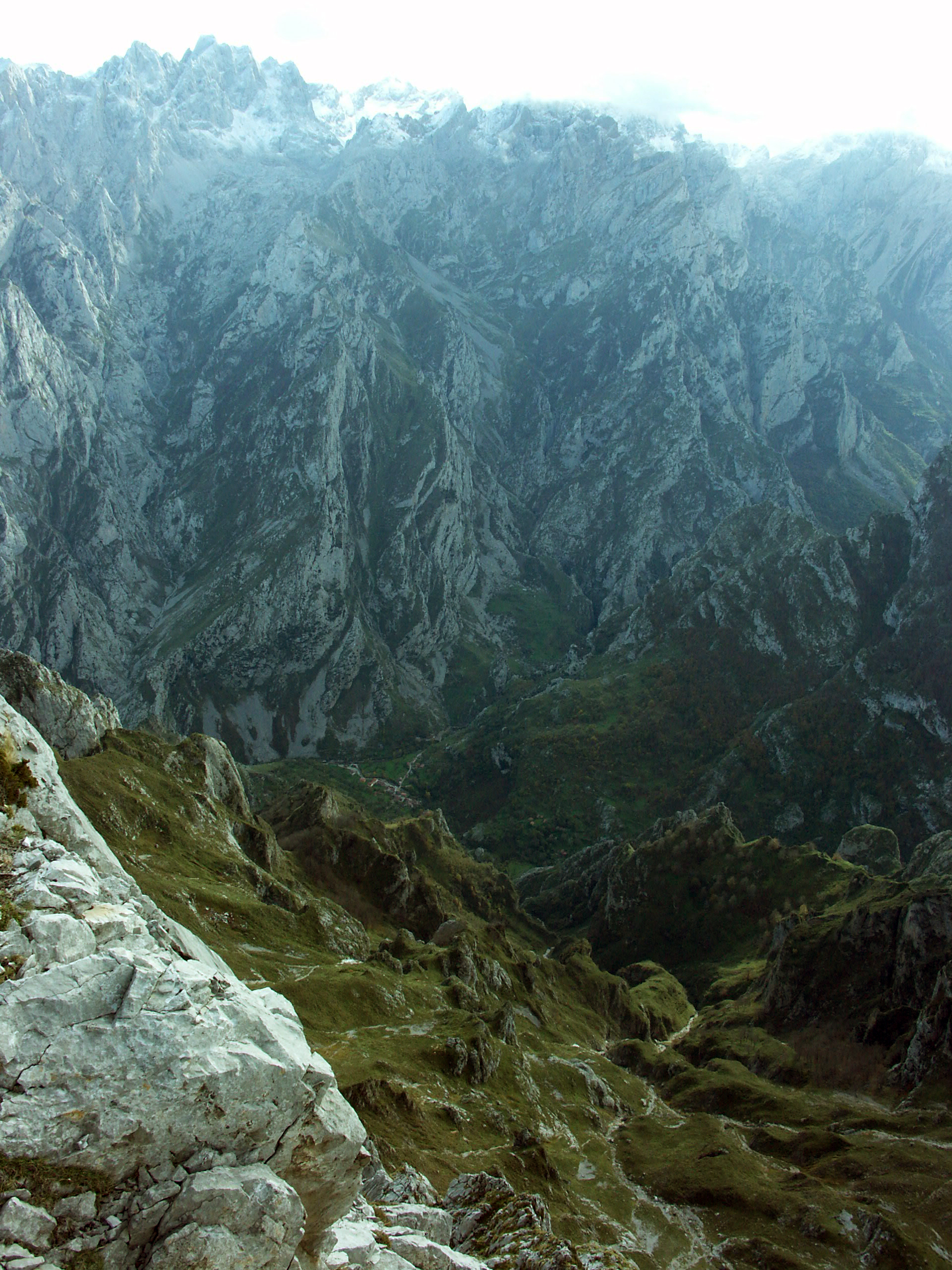
Ilustración del desnivel (2200 metros) presente entre el punto más alto de la provincia, Torrecerredo, y el pueblo de Caín.

El resto del territorio lo constituye la cuenca sedimentaria que ocupa la mayor parte de la comunidad autónoma y en la que se distinguen dos tipos de roquedo, los materiales del viejo zócalo del Primario que aparecen sobre todo en el oeste de la cuenca y los materiales sedimentarios, como arcillas, yesos o calizas de los páramos, depositados durante el Terciario y el Cuaternario en el centro de la misma.

## Espacios protegidos
Red de Espacios Naturales

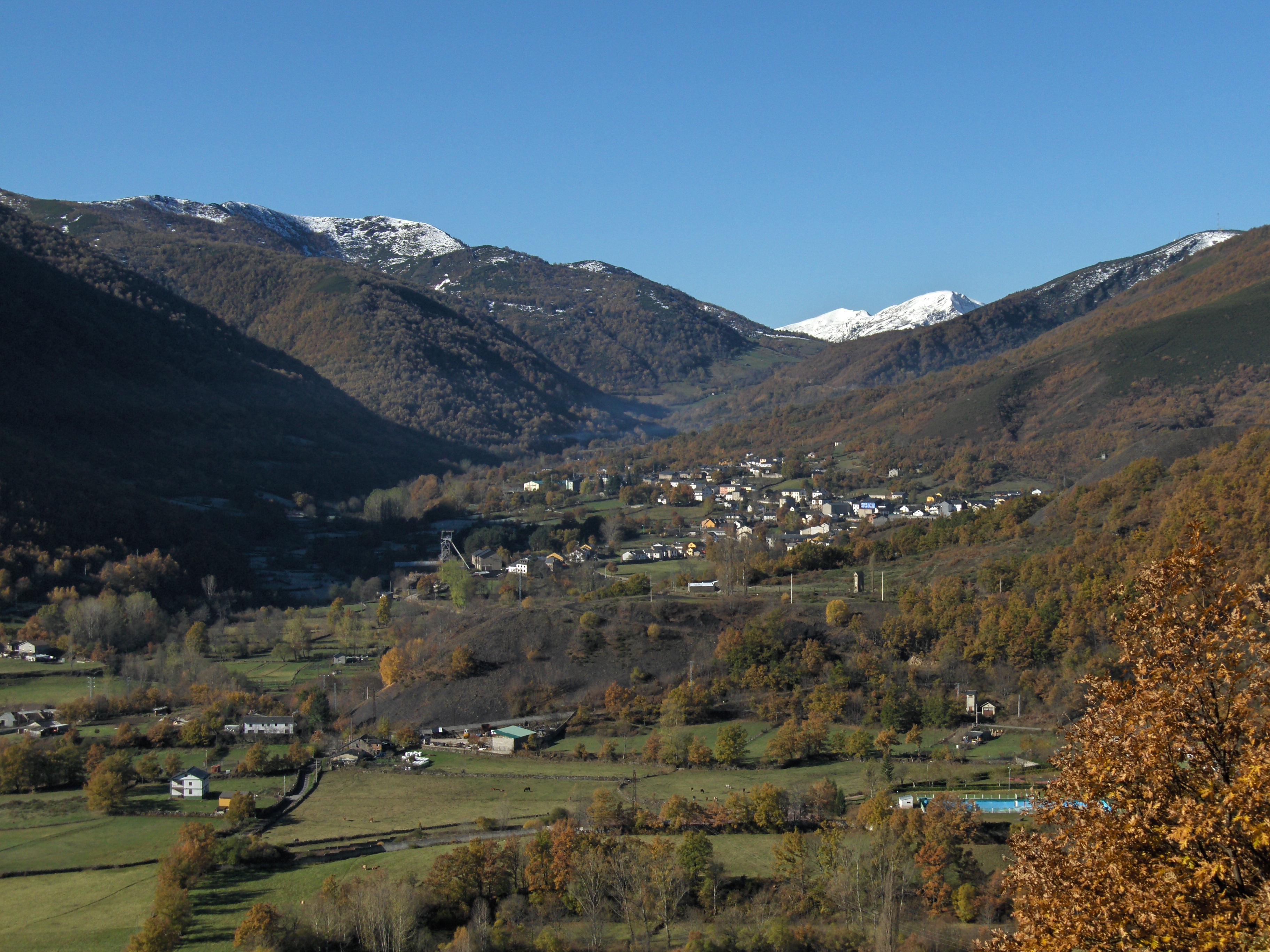
La reserva de la biosfera del Valle de Laciana fue creada en 2003.

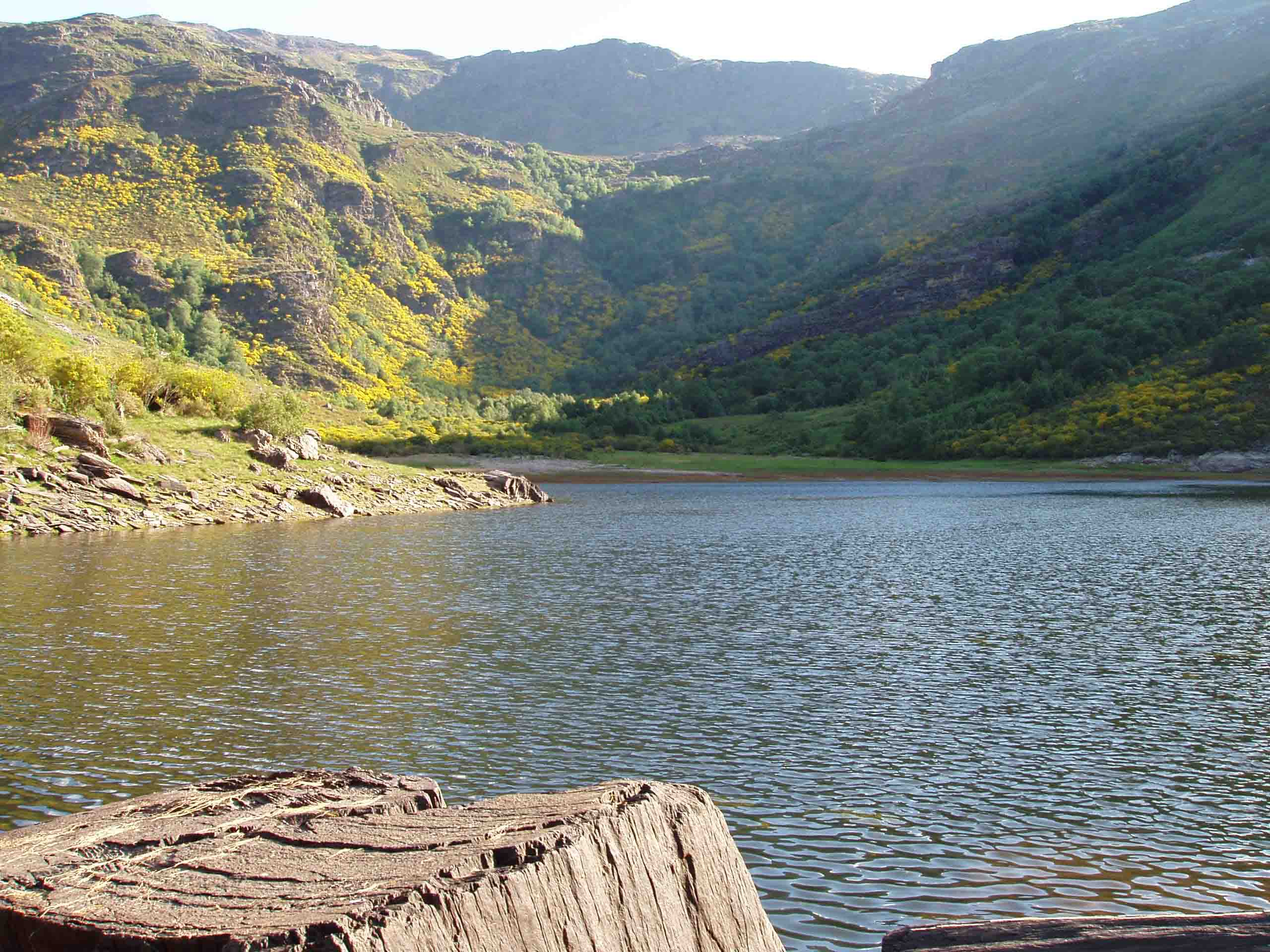
Monumento Natural del Lago de la Baña, en La Cabrera, creado en 1990.

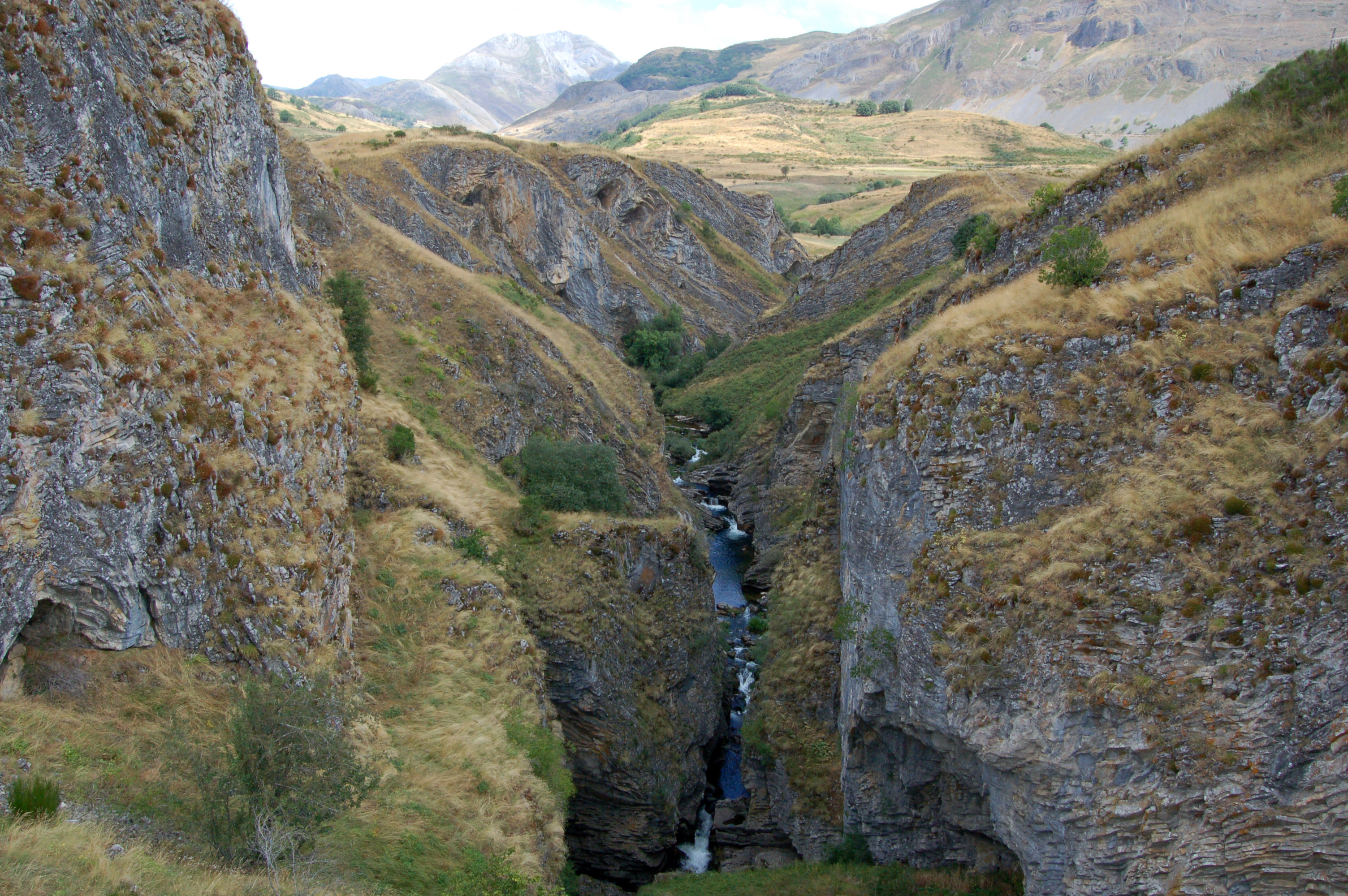
Vista del Sil desde el puente de las Palomas, en la reserva de la biosfera de Babia.

Desde que en 1991 la Junta de Castilla y León se adscribió al marco legal que permitía la protección y regulación de sus espacios naturales, se ha ido configurando una red que, a fecha de 2010, integra cerca de cuarenta espacios bajo distintas figuras de protección. De todos ellos, la provincia de León alberga ocho espacios entre Parques Nacionales (1), Parques Regionales (1), Espacios Naturales (4) y Monumentos Naturales (2).
Los más destacados son el parque nacional de Picos de Europa, creado en 1995 a partir de la ampliación del parque nacional de la Montaña de Covadonga, y el Parque Regional de Picos de Europa, creado en 1994. Compartidos con Asturias y Cantabria, los Picos de Europa son de un alto interés botánico, zoológico (con especies en peligro como el oso pardo o el urogallo), geológico y geomorfológico, llegando a ser declarados reserva de la biosfera en 2003. En cuanto a Espacios Naturales están la Sierra de Ancares, ejemplo de convivencia de influencias gallegas, leonesas y cantábricas, tanto en lo natural como en lo cultural, Las Médulas, con su característico modelado antrópico fruto de la minería romana, el Valle de San Emiliano, ejemplo de zona de transición entre la flora y fauna eurosiberiana y la mediterránea, y las Hoces de Vegacervera, de alto valor geomorfológico.
Por último, los monumentos naturales del lago de La Baña y del lago de Truchillas, situados en la vertiente norte de la sierra de La Cabrera y declarados conjuntamente en 1990, que destacan por sus valores botánico, faunístico y geomorfológico, pero que en la actualidad se encuentran amenazados por la presencia de explotaciones mineras a cielo abierto.
Reservas de la Biosfera
Las áreas catalogadas como Reserva de la biosfera, reconocidas por la Unesco por su interés científico y su riqueza natural y cultural, están representadas en León por los siguientes siete espacios, que ocupan un total de 3.290,253 km² (un 21,12% del total de la superficie provincial):
| Alto Bernesga    | 2005 | 33.442   |
| Ancares Leoneses | 2006 | 56.786   |
| Los Argüellos    | 2005 | 33.260   |
| Laciana          | 2003 | 21.700   |
| Picos de Europa  | 2003 | 64.660   |
| Babia            | 2004 | 38.018   |
| Omaña y Luna     | 2005 | 81.159,3 |

Red Natura 2000
La Red Natura 2000 es una red ecológica europea de áreas de conservación de la biodiversidad, cuyo objetivo es asegurar la supervivencia de las especies y hábitats más amenazados de Europa, que consta de Zonas de especial conservación (ZEC), catalogadas previamente como Lugares de Importancia Comunitaria (LIC), de acuerdo con la Directiva de Hábitats, y de Zonas de especial protección para las aves (ZEPA), dadas en virtud de la Directiva de Aves. En la provincia hay catalogados 16 LIC (Alto Sil, Hoces de Vegacervera, Lagunas de los Oteros, Montaña Central de León, Montes Aquilanos y Sierra del Teleno, Omañas, Picos de Europa, Picos de Europa en Castilla y León, Rebollares del Cea, Riberas del río Cea, Riberas del río Esla y afluentes, Riberas del río Órbigo y afluentes, Riberas del río Sil y afluentes, Sierra de la Encina de la Lastra, Sierra de los Ancares y Valle de San Emiliano) y 11 ZEPA (Alto Sil, Montes Aquilanos, Omañas, Oteros-Campos, Oteros-Cea, Páramo Leonés, Picos de Europa, Picos de Europa en Castilla y León, Sierra de los Ancares, Valdería-Jamuz y Valle de San Emiliano).